# 塞夫里
塞夫里（法語：Sévry，法語發音：[sevʁi]）是法国谢尔省的一个市镇，属于布尔日区。

## 地理
塞夫里（47°7'55"N, 2°48'14"E）面积9.04 平方千米，位于法国中央-卢瓦尔河谷大区谢尔省，该省份为法国中部省份，北起卢瓦雷省，西接卢瓦-谢尔省和安德尔省，南至克勒兹省，东南接阿列省，东临涅夫勒省。
与塞夫里接壤的市镇（或旧市镇、城区）包括：沙朗托奈、绍穆马尔西利、库伊、吕尼香槟。

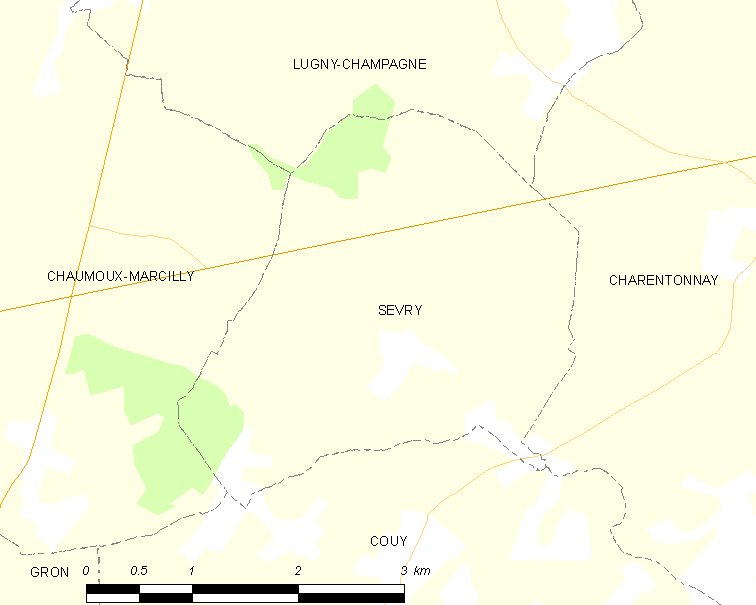
塞夫里的OSM定位图

塞夫里的时区为UTC+01:00、UTC+02:00（夏令时）。

## 行政
塞夫里的邮政编码为18140，INSEE市镇编码为18251。

## 政治
塞夫里所属的省级选区为阿沃尔县。

## 人口

1962-2008年间塞夫里人口变化图示

塞夫里于2022年1月1日时的人口数量为62人。